# Irynachet
Irynachet est un ancien médecin égyptien vivant tout à la fin de l'Ancien Empire ou début de la Première Période intermédiaire, vers 2200 avant notre ère. 
Irynachet est également appelé Iry, une version abrégée de son nom plus long. Son nom de naissance est Ny-Ânkh-Pépy.
Irynachet n'est connu que par une fausse porte découverte à Gizeh et réutilisée comme couvercle d'une tombe à puits (fouille n° S 2065). Irynachet est nommé sur la fausse porte par plusieurs titres rares. Il est « médecin principal de la grande maison », « médecin du ventre de la grande maison », « protecteur de l'anus » et « médecin des yeux de la grande maison ». Ces titres attestent d'une haute spécialisation en médecine déjà dans l'Ancien Empire. 